# Liste der Wappen im Saarland
Die Liste der Wappen im Saarland enthält die Wappen im Saarland auf Landes- und Kreisebene.

## Saarland

Landeswappen Saarland
Lage des Saarlandes in Deutschland

## Ehemalige Wappen

Wappen des Saargebietes 1920–1935[1]
Wappen des Saarlandes 1948–1956[2]
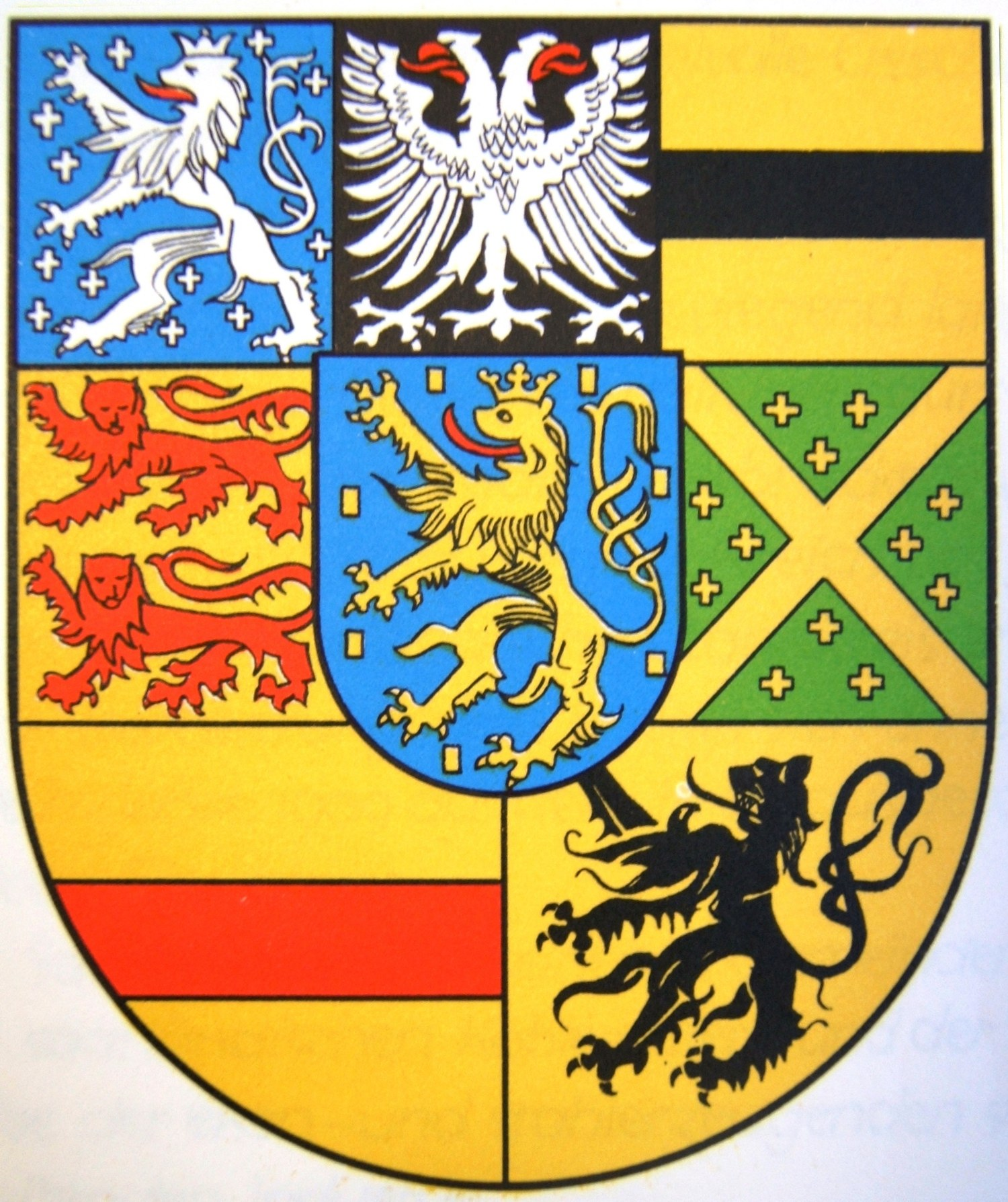
Wappen des Landkreises Saarbrücken 1816–1974

## Landkreiswappen

Landkreis Merzig-Wadern (Details, siehe auch Liste)
Landkreis Neunkirchen (siehe auch Liste)
Regionalverband Saarbrücken (Details, siehe auch Liste)
Landkreis Saarlouis (Details, siehe auch Liste)
Saarpfalz-Kreis (Details, siehe auch Liste)
Landkreis St. Wendel (Details, siehe auch Liste)

- Landkreis Merzig-Wadern[3]
(Details,
siehe auch Liste)
- Landkreis Neunkirchen[4]
(siehe auch Liste)
- Regionalverband Saarbrücken[5]
(Details,
siehe auch Liste)
- Landkreis Saarlouis[6]
(Details,
siehe auch Liste)
- Saarpfalz-Kreis[7]
(Details,
siehe auch Liste)
- Landkreis St. Wendel[8]
(Details,
siehe auch Liste)

## Blasonierungen
1. ↑  Wappen des Saargebietes 1920 – 1935: Geviert; rechts oben: ein silbernes Zugrad mit gekreuzten Schlägeln im schwarzen Feld; links oben: eine rote Rose im silbernen Feld; rechts unten: eine aufgehende goldene Sonne über blauen Wolken im silbernen Feld; links unten: ein silberner Löwen mit vier Kreuzen im blauen Feld.
 (Verordnung betr. das Wappen des Saargebiets vom 28. Juli 1920 (Amtsbl. Reg.Kom. S. 43))
2. ↑  Wappen des Saarlandes 1948 – 1956: Der Schild wird durch ein silbernes Kreuz in der Art gevierteilt, dass die beiden oberen Felder die Form eines Quadrates haben. Die oberen Felder sind kobaltblau, die unteren zinnoberrot. Der Schild wird von einem silbernen Rand umgeben. Auf dem Schild steht eine Brückenkrone mit 3 Bögen in zinnoberrot
3. ↑  Landkreis Merzig-Wadern: Geviert: 1 in Silber ein durchgehendes rotes Kreuz; 2 in Gold ein roter Schrägbalken, belegt mit drei gestümmelten silbernen Adlern; 3 in Gold eine schräggestellte rote Wolfsangel; 4 in neunfach von Silber und Blau geteiltem Feld ein golden bewehrter und golden gekrönter, doppelschwänziger roter Löwe.
4. ↑  Landkreis Neunkirchen: Geteilt; oben in mit goldenen Schindeln bestreutem blauen Feld ein wachsender und gekrönter, rot gezungter goldener Löwe; unten in Silber vorne eine blaue Rose mit goldenem Butzen und goldenen Kelchblättern, hinten ein vierspeichiges schwarzes Zahnrad.
5. ↑  Regionalverband Saarbrücken: Geviert: 1 und 4 in blauem, mit fünf silbernen Fußspitzkleeblattkreuzen bestreutem Feld ein doppelschwänziger, golden bekrönter, rot gezungter silberner Löwe; 2 und 3 in blauem, mit fünf goldenen Schindeln bestreutem Feld ein doppelschwänziger, rot gekrönter und rot gezungter goldener Löwe.
6. ↑  Landkreis Saarlouis: Unter von Schwarz und Silber gevierteiltem Schildhaupt in Gold ein roter Schrägbalken, belegt mit drei gestümmelten silbernen Adlern, begleitet oben von einer blauen heraldischen Lilie, unten von einem blauen achtzackigen Stern.
7. ↑  Saarpfalz-Kreis: Geviert: 1 in Schwarz ein rot gekrönter, rot bewehrter und rot gezungter goldener Löwe, 2 in Silber ein durchgehendes rotes geschliffenes Kreuz, 3 in Gold ein wachsender blauer Abtsstab, 4 in Rot ein blau bewehrter und blau gezungter silberner Löwe.
8. ↑  Landkreis St. Wendel: Geteilt von Silber und Blau; darin ein rot bewehrter und rot bezungter Löwe in gewechselten Farben, belegt mit einem goldenen Herzschild, darin eine rote Lilie.